# Barisal
Barisal er en by i det sydlige Bangladesh, med et indbyggertal på cirka 328.278 (2011) indbyggere. Byen er hovedstad i et distrikt af samme navn, og ligger på kysten til den Bengalske bugt. Som i langt størstedelen af landet er hovedparten af befolkningen muslimer.